# Gare de triage d’Achères
Gare de triage d'Achères vasútállomás Franciaországban, Saint-Germain-en-Laye településen.

## Vasútvonalak
Az állomást az alábbi vasútvonalak érintik:
- Párizs–Le Havre-vasútvonal

## Kapcsolódó állomások
A vasútállomáshoz az alábbi állomások vannak a legközelebb: